# ОШ „Богосав Јанковић” ИО Мокра Гора
Основна школа „Богосав Јанковић” Издвојено Одељење Мокра Гора, као самостална школска установа, основана је 1872. године у селу Мокра Гора, на територији града Ужица.

## Историја школе
У другој половини 19. века, мештани села Мокра Гора, заједно са мештанима суседног Семегњева, упутила је молбу Министарству просвете и црквених дела, тражећи дозволу да се код „Карантина” у Мокрој Гори сагради основна школа о свом трошку, како би се у њој могла школовати деца из Мокре горе, Семегњева, Велетова, Вардишта, Бијелих Брда и Штрбаца, која су до тада морала пешачити, осам до десет сати, до школа у Мачкату или у Ужицу. Грађани су предложили да се, пре завршетка школске зграде, школа привремено отвори у приватној кућу Саве Шарганца.
После годину дана добили су потврдан одговор од Министарства, па су почеле припреме за изградњу школе. Због насталих материјалних тешкоћа, радови су обустављени, тако да је школа почела са радом крајем 1872. године, а први учитељ био је Глигорије Јовановић из Татинца код Ужица. У току ослободилачких ратова Србије против Турске 1876-1878. године, Турци су запалили школску зграду, која је била од дрвета и набоја, изграђену у међувремену поред речице Бели Рзав, у месту Бијело Поље у Котроману. 
Нова школска зграда завршена је 1884. године на месту Марково поље. Током Првог и Другог светског рата школа није радила. Одмах након ослобођења 1945. године, наставила је рад као четворогодишња школа, да би 1951. године прерасла у осмогодишњу. Од 1956. године, па све до припајања ОШ „Богосав Јанковић” из Кремана, школа је носила име учитеља-првоборца из овог краја, Саве Керковића. До средине 1964. године школа је радила у старој згради из 1884. године, када се преселила у новоизграђену школску зграду, у којој се и данас налази. Стара школска зграда је реновирана и у њој бораве предшколске групе.

## Школске зграде
Школска зграда из 1884. године била је саграђена од ломљеног камена и покривена шиндром. Имала је две учионице и стан за учитеља.
Школска зграда из 1964. године је двоспратна грађевина покривена црепом, са наткривеним улазним тремом грађеним од грубо тесаног камена. Учионице су светле и функционалне. У згради се налази и учитељски стан. Школско двориште и спортски терен су асфалтирани. Испред школе се налази мали парк Саве Керковића и његова спомен-биста, као и Завичајни парк Михаила Ћуповића.